# SN 2002ky
SN 2002ky – supernowa odkryta 3 listopada 2002 roku w galaktyce A021853-0432. W momencie odkrycia miała maksymalną jasność 23,70m.